# 40 هارمونيا
هارمونيا (أو 40 هارمونيا وفق تسمية الكوكب الصغير) (بالإنجليزية: 40 Harmonia)‏ هو كويكب ضمن حزام الكويكبات؛ وهو الكويكب الأربعون من حيث ترتيب الاكتشاف.
اكتشف هرمان غولدشميت هذا الكويكب في الخادي والثلاثين من مارس سنة 1856؛ وأسماه هارمونيا، على اسم إحدى الآلهة وفق الأساطير الإغريقية.